# Liste der Grade-I-Bauwerke in Lancashire
| Lage von Lancashire in England |
| Gliederung von Lancashire |
| 1. West Lancashire 2. Chorley 3. South Ribble 4. Fylde 5. Preston 6. Wyre 7. Lancaster 8. Ribble Valley 9. Pendle 10. Burnley 11. Rossendale 12. Hyndburn 13. Blackpool (Unitary Authority) 14. Blackburn with Darwen (Unitary Authority) |

Diese Liste der Grade-I-Bauwerke in Lancashire nennt die Grade-I-Listed Buildings in Lancashire nach Bezirken geordnet.
Von den rund 373.000 Listed Buildings in England sind rund 9000, also etwa 2,4 %, als Grade I eingestuft. Davon befinden sich etwa 75 in Lancashire.

## Blackpool(Unitary Authority)
1. Tower Buildings, Blackpool, FY1

## Blackburn with Darwen(Unitary Authority)
1. Roman Catholic Church of St Mary and St John the Baptist, Pleasington, Blackburn with Darwen, BB2
2. Turton Tower, North Turton, Blackburn with Darwen, BL7

## Burnley
1. Gawthorpe Hall and Surrounding Balustrade, Ightenhill, Burnley, BB12
2. Great Barn Circa 100 Metres West of Gawthorpe Hall, Ightenhill, Burnley, BB12
3. Queen Street Mill, Briercliffe, Burnley, BB10
4. Shuttleworth Hall, Hapton, Burnley, BB12
5. Towneley Hall, Burnley, BB11

## Chorley
1. Astley Hall, Chorley, PR7
2. Great Barn Circa 100 Metres West of Hoghton Tower at Sd 621 264, Hoghton, Chorley, PR5
3. Heskin Hall, Heskin, Chorley, PR7
4. Hoghton Tower at Sd 622 264, Hoghton, Chorley, PR5
5. Mawdesley Hall, Mawdesley, Chorley, L40

## Fylde
1. Lytham Hall, Fylde, FY8

## Hyndburn
1. Martholme, Hyndburn, BB6

## Lancaster
1. Ashton Hall, Thurnham, Lancaster, LA2
2. Ashton Memorial, Lancaster, LA1
3. Borwick Hall, Borwick, Lancaster, LA6
4. Borwick Hall Gatehouse, Borwick, Lancaster, LA6
5. Borwick Hall Stables, Borwick, Lancaster, LA6
6. Burrow Hall, Burrow-with-Burrow, Lancaster, LA6
7. Chapel of St Patrick, Lancaster, LA3
8. Church of St John the Baptist, Tunstall, Lancaster, LA6
9. Church of St John the Evangelist, Gressingham, Lancaster, LA2
10. Church of St Margaret, Hornby-with-Farleton, Lancaster, LA2
11. Church of St Wilfrid, Melling-with-Wrayton, Lancaster, LA6
12. Claughton Hall, Claughton, Lancaster, LA2
13. Hornby Castle, Hornby-with-Farleton, Lancaster, LA2
14. Lancaster Canal Lune Aqueduct, Quernmore, Lancaster, LA1
15. Lancaster Castle, Lancaster, LA1
16. Old Rectory, Warton, Lancaster, LA5
17. Parish Church of St Peter, Lancaster, LA3
18. Priory and Parish Church of St Mary, Lancaster, LA1
19. Rock Cut Tombs Approximately 10 Metres West of Chapel of St Patrick, Lancaster, LA3
20. Rock Cut Tombs Approximately 4 Metres South East of Chapel of St Patrick, Lancaster, LA3
21. St Oswald Vicarage, Warton, Lancaster, LA5
22. The Chapter House, Cockersand Abbey, Thurnham, Lancaster, LA2
23. The Judges’ Lodgings, Attached Forecourt, Steps, Gate Piers, Gates and Railings, Lancaster, LA1
24. Thurnham Hall, Thurnham, Lancaster, LA2

## Pendle
1. Church of St Bartholomew, Colne, Pendle, BB8
2. Church of St Mary Le Gill, Barnoldswick, Pendle, BB18
3. Church of St Michael, Bracewell and Brogden, Pendle, BD23

## Preston
1. Church of St Walburge, Preston, PR2
2. Harris Public Library, Museum and Art Gallery, Preston, PR1
3. Old Lea Hall Farmhouse, Lea, Preston, PR4
4. Preston War Memorial, Preston, PR1

## Ribble Valley
1. Browsholme Hall, Bowland Forest Low, Ribble Valley, BB7
2. Chapel of St Leonard, Billington and Langho, Ribble Valley, BB6
3. Church of All Hallows, Great Mitton, Ribble Valley, BB7
4. Church of St Andrew, Slaidburn, Ribble Valley, BB7
5. Church of St Mary and All Saints, Whalley, Ribble Valley, BB7
6. Church of St Peter and St Paul, Bolton-by-Bowland, Ribble Valley, BB7
7. Church of St Saviour, Dutton, Ribble Valley, PR3
8. Church of St Wilfrid, Ribchester, Ribble Valley, PR3
9. Clitheroe Castle, Clitheroe, Ribble Valley, BB7
10. Gisburne Park, Gisburn, Ribble Valley, BB7
11. Hacking Hall with Wall Enclosing Garden to North West, Billington and Langho, Ribble Valley, BB7
12. Hesketh End, Chipping, Ribble Valley, PR3
13. North West Gateway (Formerly Included As an Integral Part of Whalley Abbey), Whalley, Ribble Valley, BB7
14. Sawley Abbey Ruins, Sawley, Ribble Valley, BB7
15. Stonyhurst College, Church of St Peter (RC), Aighton, Bailey and Chaigley, Ribble Valley, BB7
16. Stonyhurst College, Old Quadrangle, Aighton, Bailey and Chaigley, Ribble Valley, BB7
17. The Garden Pavilions and Connecting Wall, Aighton, Bailey and Chaigley, Ribble Valley, BB7
18. Vicarage House, Wiswell, Ribble Valley, BB7
19. Whalley Abbey, Whalley, Ribble Valley, BB7

## Rossendale
kein Eintrag

## South Ribble
1. Church of St Leonard the Less, Samlesbury, South Ribble, PR5
2. Samlesbury Hall, Samlesbury, South Ribble, PR5

## West Lancashire
1. Church of St Cuthbert, Halsall, West Lancashire, L39
2. Church of St Michael, Aughton, West Lancashire, L39
3. Church of St Thomas the Martyr, Up Holland, West Lancashire, WN8
4. Remains of Burscough Priory, West Lancashire, L40
5. Rufford Old Hall, Rufford, West Lancashire, L40
6. Scarisbrick Hall at 392 127, Scarisbrick, West Lancashire, L40

## Wyre
1. Church of St Helen, Kirkland, Wyre, PR3
2. Church of St Michael, Upper Rawcliffe-with-Tarnacre, Wyre, PR3